# Karenia hoanglienensis
Espèce
Karenia hoanglienensis est une espèce d'insectes de la famille des cigales (Cicadidae).

## Étymologie
Son nom spécifique, composé de hoanglien et du suffixe latin -ensis, « qui vit dans, qui habite », lui a été donné en référence au lieu de sa découverte, le parc national de Hoàng Liên (en). 